# Законы Кеплера
Зако́ны Ке́плера — три эмпирических соотношения, установленные Иоганном Кеплером на основе длительных астрономических наблюдений Тихо Браге. Изложены Кеплером в работах, опубликованных между 1609 и 1619 годами. Описывают идеализированную гелиоцентрическую орбиту планеты.
Соотношения Кеплера позволили Ньютону постулировать закон всемирного тяготения, который стал фундаментальным в классической механике. В её рамках законы Кеплера являются решением задачи двух тел в случае пренебрежимо малой массы планеты, то есть в предельном переходе {\displaystyle m_{p}/m_{s}\rightarrow 0}, где {\displaystyle m_{p}}, {\displaystyle m_{s}} — массы планеты и звезды соответственно.

## Формулировки

### Первый закон Кеплера (закон эллипсов)
Каждая планета Солнечной системы движется по эллипсу, в одном из фокусов которого находится Солнце.
Форма эллипса и степень его сходства с окружностью характеризуется отношением {\displaystyle e={\frac {c}{a}}}, где {\displaystyle c} — расстояние от центра эллипса до его фокуса (фокальное расстояние), {\displaystyle {a}} — большая полуось. Величина {\displaystyle e} называется эксцентриситетом эллипса. При {\displaystyle c=0}, и, следовательно, {\displaystyle e=0,} эллипс превращается в окружность.

### Второй закон Кеплера (закон площадей)
Каждая планета движется в плоскости, проходящей через центр Солнца, причём за любые равные промежутки времени радиус-вектор, соединяющий Солнце и планету, описывает собой равные площади.
Применительно к нашей Солнечной системе, с этим законом связаны два понятия: перигелий — ближайшая к Солнцу точка орбиты, и афелий — наиболее удалённая точка орбиты. Таким образом, из второго закона Кеплера следует, что планета движется вокруг Солнца неравномерно, имея в перигелии большую линейную скорость, чем в афелии.
Каждый год в начале января Земля, проходя через перигелий, движется быстрее, поэтому видимое перемещение Солнца по эклиптике к востоку также происходит быстрее, чем в среднем за год. В начале июля Земля, проходя афелий, движется медленнее, поэтому и перемещение Солнца по эклиптике замедляется. Закон площадей указывает также, что сила, управляющая орбитальным движением планет, направлена к Солнцу.

### Третий закон Кеплера (гармонический закон)
Квадраты периодов обращения планет вокруг Солнца относятся как кубы больших полуосей орбит планет.
{\displaystyle {\frac {T_{1}^{2}}{T_{2}^{2}}}={\frac {a_{1}^{3}}{a_{2}^{3}}}},
где {\displaystyle T_{1}} и {\displaystyle T_{2}} — периоды обращения двух планет вокруг Солнца, а {\displaystyle a_{1}} и {\displaystyle a_{2}} — длины больших полуосей их орбит. Утверждение справедливо также для спутников.
Ньютон установил, что гравитационное притяжение планеты определённой массы зависит только от расстояния до неё, а не от других свойств, таких, как состав или температура. Он показал также, что третий закон Кеплера не совсем точен — в действительности в него входит и масса планеты:
{\displaystyle {\frac {T_{1}^{2}(M+m_{1})}{T_{2}^{2}(M+m_{2})}}={\frac {a_{1}^{3}}{a_{2}^{3}}}},
где {\displaystyle M} — масса Солнца, а {\displaystyle m_{1}} и {\displaystyle m_{2}} — массы планет.
Поскольку движение и масса оказались связаны, эту комбинацию гармонического закона Кеплера и закона тяготения Ньютона используют для определения массы планет и спутников, если известны их орбиты и орбитальные периоды.

## Вывод законов Кеплера из законов классической механики

### Вывод Первого закона Кеплера
Рассмотрим движение в полярных координатах {\displaystyle (r,\theta )}, центр которых совпадает с центром масс системы (приближенно, совпадает с Солнцем).
Пусть {\displaystyle \mathbf {r} } — радиус-вектор к планете, за {\displaystyle {\hat {\mathbf {r} }}=\mathbf {r} /r} обозначим единичный вектор, указывающий его направление. Аналогично введём {\displaystyle {\hat {\boldsymbol {\theta }}}} — единичный вектор, перпендикулярный {\displaystyle \mathbf {r} }, направленный в сторону увеличения полярного угла {\displaystyle \theta }. Запишем производные по времени, обозначая их точками:
{\displaystyle {\dot {\mathbf {r} }}={\dot {r}}{\hat {\mathbf {r} }}+r{\dot {\theta }}{\hat {\boldsymbol {\theta }}}}
{\displaystyle {\ddot {\mathbf {r} }}=({\ddot {r}}-r{\dot {\theta }}^{2}){\hat {\mathbf {r} }}+(r{\ddot {\theta }}+2{\dot {r}}{\dot {\theta }}){\hat {\boldsymbol {\theta }}}}
Закон всемирного тяготения Ньютона гласит, что «каждый объект во Вселенной притягивает каждый другой объект по линии, соединяющей центры масс объектов, пропорционально массе каждого объекта, и обратно пропорционально квадрату расстояния между объектами». То есть ускорение имеет вид:
{\displaystyle \mathbf {a} ={\frac {d^{2}\mathbf {r} }{dt^{2}}}=f(r){\hat {\mathbf {r} }}.}
Или в координатной форме:
{\displaystyle {\begin{cases}{\ddot {r}}-r{\dot {\theta }}^{2}=f(r),\\r{\ddot {\theta }}+2{\dot {r}}{\dot {\theta }}=0;\end{cases}}}
Во втором уравнении распишем {\displaystyle {\ddot {\theta }}} и {\displaystyle {\dot {r}}}:
{\displaystyle r{d{\dot {\theta }} \over dt}+2{dr \over dt}{\dot {\theta }}=0,}
Избавляясь от времени и разделяя переменные, получим:
{\displaystyle {\frac {d{\dot {\theta }}}{\dot {\theta }}}=-2{\frac {dr}{r}}.}
Интегрирование которого даст:
{\displaystyle \ln {\dot {\theta }}=-2\ln r+C,}
Полагая {\displaystyle C=\ln \ell } и упрощая логарифмы имеем окончательно
{\displaystyle r^{2}{\dot {\theta }}=\ell }
Константа {\displaystyle \ell } по смыслу является удельным угловым моментом ({\displaystyle \ell =\mathbf {r} \times \mathbf {v} }). Мы показали, что в поле центральных сил он сохраняется.
Для работы с первым уравнением удобно произвести замену:
{\displaystyle r={\frac {1}{u}},}
И переписать производные, попутно избавляясь от времени
{\displaystyle {\dot {r}}=-{\frac {1}{u^{2}}}{\dot {u}}=-{\frac {1}{u^{2}}}{\frac {du}{dt}}=-{\frac {1}{u^{2}}}{\frac {d\theta }{dt}}{\frac {du}{d\theta }}=-\ell {\frac {du}{d\theta }},}
{\displaystyle {\ddot {r}}=-\ell {\frac {d}{dt}}{\frac {du}{d\theta }}=-\ell {\frac {d^{2}u}{dt\,d\theta }}\cdot {\frac {d\theta }{d\theta }}=-\ell {\dot {\theta }}{\frac {d^{2}u}{d\theta ^{2}}}=-\ell ^{2}u^{2}{\frac {d^{2}u}{d\theta ^{2}}}.}
Уравнение движения в направлении {\displaystyle {\hat {\mathbf {r} }}} тогда запишется:
{\displaystyle {\frac {d^{2}u}{d\theta ^{2}}}+u=-{\frac {1}{\ell ^{2}u^{2}}}f\left({\frac {1}{u}}\right).}
Закон всемирного тяготения Ньютона связывает силу на единицу массы с расстоянием как
{\displaystyle f\left({1 \over u}\right)=f(r)=-\,{GM \over r^{2}}=-GMu^{2}}
где {\displaystyle G} — универсальная гравитационная константа и {\displaystyle M} — масса звезды.
В результате:
{\displaystyle {\frac {d^{2}u}{d\theta ^{2}}}+u={\frac {GM}{\ell ^{2}}}.}
Это дифференциальное уравнение можно переписать в полных производных:
{\displaystyle {\frac {d}{du}}\left({\frac {1}{2}}\left({\frac {du}{d\theta }}\right)^{2}+{\frac {1}{2}}u^{2}\right)={\frac {d}{du}}\left({\frac {GM}{\ell ^{2}}}u\right)}
Избавляясь от которых получим:
{\displaystyle \left({\frac {du}{d\theta }}\right)^{2}+u^{2}-{\frac {2GM}{\ell ^{2}}}u=C}
И окончательно:
{\displaystyle {\frac {du}{d\theta }}=\pm {\sqrt {C+{\frac {2GM}{\ell ^{2}}}u-u^{2}}}}
Разделив переменные и произведя элементарное интегрирование получим общее решение:
{\displaystyle u={\frac {GM}{\ell ^{2}}}\left[1+e\cos(\theta -\theta _{0})\right].}
для констант интегрирования {\displaystyle e} и {\displaystyle \theta _{0}}, зависящих от начальных условий.
Заменяя {\displaystyle u} на 1/{\displaystyle r} и вводя {\displaystyle p={\frac {\ell ^{2}}{GM}}}, имеем окончательно:
{\displaystyle p=r\,(1+e\cos(\theta -\theta _{0}))}
Мы получили уравнение конического сечения с параметром {\displaystyle p} и эксцентриситетом {\displaystyle e} и началом системы координат в одном из фокусов. Таким образом, первый закон Кеплера прямо следует из закона всемирного тяготения Ньютона и второго закона Ньютона.

### Вывод Второго закона Кеплера
По определению момент импульса {\displaystyle \mathbf {L} } точечного тела с массой {\displaystyle m} и скоростью {\displaystyle \mathbf {v} } записывается в виде:
{\displaystyle \mathbf {L} \ {\stackrel {\mathrm {def} }{=}}\ \mathbf {r} \times \mathbf {p} =\mathbf {r} \times (m\mathbf {v} )}.
где {\displaystyle \mathbf {r} } — радиус-вектор тела, а {\displaystyle \mathbf {p} =m\mathbf {v} } — его импульс. Площадь, заметаемая радиус-вектором {\displaystyle \mathbf {r} } за время {\displaystyle dt} из геометрических соображений равна
{\displaystyle dS={\frac {1}{2}}r\sin \phi vdt={\frac {1}{2}}|\mathbf {r} \times \mathbf {v} |dt={\frac {\mathbf {|L|} }{2m}}dt={\frac {\ell }{2}}dt},
где {\displaystyle \phi } представляет собой угол между векторами {\displaystyle \mathbf {r} } и {\displaystyle \mathbf {v} }.
При выводе первого закона было показано, что {\displaystyle \ell =const}. То же самое можно получить простым дифференцированием углового момента:
{\displaystyle {\frac {d\mathbf {L} }{dt}}=(\mathbf {r} \times \mathbf {F} )+\left({\frac {d\mathbf {r} }{dt}}\times m{\frac {d\mathbf {r} }{dt}}\right)=(\mathbf {r} \times \mathbf {F} )+(\mathbf {v} \times \mathbf {p} )=0}
Последний переход объясняется равенством нулю векторного произведения колинеарных векторов. Действительно, сила здесь всегда направлена по радиус-вектору, тогда как импульс направлен вдоль скорости по определению.
Получили, что {\displaystyle \mathbf {L} } не зависит от времени. Значит {\displaystyle |\mathbf {L} |} постоянен, а следовательно и пропорциональная ей скорость заметания площади {\displaystyle {\frac {dS}{dt}}} — константа.

### Вывод Третьего закона Кеплера
Второй закон Кеплера утверждает, что радиус-вектор обращающегося тела заметает равные площади за равные промежутки времени. Если теперь мы возьмём очень малые промежутки времени в момент, когда планета находится в точках {\displaystyle P} (перигелий) и {\displaystyle A} (афелий), то мы сможем аппроксимировать площадь треугольниками с высотами, равными расстоянию от планеты до Солнца, и основанием, равным произведению скорости планеты на время.
{\displaystyle {\begin{matrix}{\frac {1}{2}}\end{matrix}}\cdot (1-\varepsilon )a\cdot V_{A}\,dt={\begin{matrix}{\frac {1}{2}}\end{matrix}}\cdot (1+\varepsilon )a\cdot V_{B}\,dt}
{\displaystyle (1-\varepsilon )\cdot V_{A}=(1+\varepsilon )\cdot V_{B}}
{\displaystyle V_{A}=V_{B}\cdot {\frac {1+\varepsilon }{1-\varepsilon }}}
Используя закон сохранения энергии для полной энергии планеты в точках {\displaystyle A} и {\displaystyle B}, запишем
{\displaystyle {\frac {mV_{A}^{2}}{2}}-{\frac {GmM}{(1-\varepsilon )a}}={\frac {mV_{B}^{2}}{2}}-{\frac {GmM}{(1+\varepsilon )a}}}
{\displaystyle {\frac {V_{A}^{2}}{2}}-{\frac {V_{B}^{2}}{2}}={\frac {GM}{(1-\varepsilon )a}}-{\frac {GM}{(1+\varepsilon )a}}}
{\displaystyle {\frac {V_{A}^{2}-V_{B}^{2}}{2}}={\frac {GM}{a}}\cdot \left({\frac {1}{(1-\varepsilon )}}-{\frac {1}{(1+\varepsilon )}}\right)}
{\displaystyle {\frac {\left(V_{B}\cdot {\frac {1+\varepsilon }{1-\varepsilon }}\right)^{2}-V_{B}^{2}}{2}}={\frac {GM}{a}}\cdot \left({\frac {1+\varepsilon -1+\varepsilon }{(1-\varepsilon )(1+\varepsilon )}}\right)}
{\displaystyle V_{B}^{2}\cdot \left({\frac {1+\varepsilon }{1-\varepsilon }}\right)^{2}-V_{B}^{2}={\frac {2GM}{a}}\cdot \left({\frac {2\varepsilon }{(1-\varepsilon )(1+\varepsilon )}}\right)}
{\displaystyle V_{B}^{2}\cdot \left({\frac {(1+\varepsilon )^{2}-(1-\varepsilon )^{2}}{(1-\varepsilon )^{2}}}\right)={\frac {4GM\varepsilon }{a\cdot (1-\varepsilon )(1+\varepsilon )}}}
{\displaystyle V_{B}^{2}\cdot \left({\frac {1+2\varepsilon +\varepsilon ^{2}-1+2\varepsilon -\varepsilon ^{2}}{(1-\varepsilon )^{2}}}\right)={\frac {4GM\varepsilon }{a\cdot (1-\varepsilon )(1+\varepsilon )}}}
{\displaystyle V_{B}^{2}\cdot 4\varepsilon ={\frac {4GM\varepsilon \cdot (1-\varepsilon )^{2}}{a\cdot (1-\varepsilon )(1+\varepsilon )}}}
{\displaystyle V_{B}={\sqrt {\frac {GM\cdot (1-\varepsilon )}{a\cdot (1+\varepsilon )}}}.}
Теперь, когда нашли {\displaystyle V_{B}}, мы можем найти секторную скорость. Так как она постоянна, то можем выбрать любую точку эллипса: например, для точки B получим
{\displaystyle {\frac {dA}{dt}}={\frac {{\frac {1}{2}}\cdot (1+\epsilon )a\cdot V_{B}\,dt}{dt}}={\begin{matrix}{\frac {1}{2}}\end{matrix}}\cdot (1+\epsilon )a\cdot V_{B}}
{\displaystyle ={\begin{matrix}{\frac {1}{2}}\end{matrix}}\cdot (1+\varepsilon )a\cdot {\sqrt {\frac {GM\cdot (1-\varepsilon )}{a\cdot (1+\varepsilon )}}}={\begin{matrix}{\frac {1}{2}}\end{matrix}}\cdot {\sqrt {GMa\cdot (1-\varepsilon )(1+\varepsilon )}}}
Однако полная площадь эллипса равна {\displaystyle \pi a{\sqrt {(1-\varepsilon ^{2})}}a} (что равно {\displaystyle \pi ab}, поскольку {\displaystyle b={\sqrt {(1-\varepsilon ^{2})}}a}). Время полного оборота, таким образом, равно
{\displaystyle T\cdot {\frac {dA}{dt}}=\pi a{\sqrt {(1-\varepsilon ^{2})}}a}
{\displaystyle T\cdot {\begin{matrix}{\frac {1}{2}}\end{matrix}}\cdot {\sqrt {GMa\cdot (1-\varepsilon )(1+\varepsilon )}}=\pi {\sqrt {(1-\varepsilon ^{2})}}a^{2}}
{\displaystyle T={\frac {2\pi {\sqrt {(1-\epsilon ^{2})}}a^{2}}{\sqrt {GMa\cdot (1-\epsilon )(1+\epsilon )}}}={\frac {2\pi a^{2}}{\sqrt {GMa}}}={\frac {2\pi }{\sqrt {GM}}}{\sqrt {a^{3}}}}
{\displaystyle T^{2}={\frac {4\pi ^{2}}{GM}}a^{3}.}
Заметим, что если масса {\displaystyle m} не пренебрежимо мала по сравнению с {\displaystyle M}, то планета будет обращаться вокруг Солнца с той же скоростью и по той же орбите, что и материальная точка, обращающаяся вокруг массы {\displaystyle M+m} (см. приведённая масса). При этом массу {\displaystyle M} в последней формуле нужно заменить на {\displaystyle M+m}:
{\displaystyle T^{2}={\frac {4\pi ^{2}}{G(M+m)}}a^{3}.}

#### Альтернативный расчёт
Рассмотрим планету как точку массой {\displaystyle m}, вращающейся по эллиптической орбите, в двух положениях:
- перигелий с радиус-вектором {\displaystyle r_{1}=a-c}, скоростью {\displaystyle V_{1}};
- афелий с радиус-вектором {\displaystyle r_{2}=c+a}, скоростью {\displaystyle V_{2}}.

Запишем закон сохранения момента импульса
{\displaystyle mV_{1}r_{1}=mV_{2}r_{2}}
и закон сохранения энергии
{\displaystyle {\frac {mV_{1}^{2}}{2}}-{\frac {GmM}{r_{1}}}={\frac {mV_{2}^{2}}{2}}-{\frac {GmM}{r_{2}}}} ,
где M — масса Солнца.
Решая систему, нетрудно получить соотношение на скорость планеты в точке «перигелий»:
{\displaystyle V_{1}={\sqrt {2GM{\frac {r_{2}/r_{1}}{r_{1}+r_{2}}}}}} .
Выразим секторную скорость (которая по второму закону Кеплера является постоянной величиной):
{\displaystyle V_{s}=1/2\cdot V_{1}r_{1}={\sqrt {GM{\frac {r_{2}r_{1}}{2(r_{1}+r_{2})}}}}} .
Вычислим площадь эллипса, по которому движется планета. С одной стороны:
{\displaystyle S_{ellipse}=\pi ab}
где {\displaystyle a} — длина большой полуоси, {\displaystyle b} — длина малой полуоси орбиты.
С другой стороны, воспользовавшись тем, что для вычисления площади сектора можно перемножить секторную скорость на период оборота:
{\displaystyle S_{ellipse}=V_{s}\cdot T=T\cdot {\sqrt {\frac {GMr_{2}r_{1}}{2(r_{1}+r_{2})}}}} .
Следовательно,
{\displaystyle T\cdot {\sqrt {\frac {GMr_{2}r_{1}}{2(r_{1}+r_{2})}}}=\pi ab} .
Для дальнейших преобразований воспользуемся геометрическими свойствами эллипса. Имеем соотношения
{\displaystyle c^{2}=a^{2}-b^{2}}
{\displaystyle r_{1}+r_{2}=2a}
{\displaystyle r_{1}\cdot r_{2}=a^{2}-c^{2}=b^{2}}
Подставим в формулу площади эллипса:
{\displaystyle T\cdot {\sqrt {GM{\frac {b^{2}}{4a}}}}=\pi ab}
Откуда окончательно получим:
{\displaystyle {\frac {T}{a^{3/2}}}=const}
или в традиционном виде
{\displaystyle {\frac {T^{2}}{a^{3}}}=const.}